# Skatelövs landskommun
Skatelövs landskommun var en tidigare kommun i Kronobergs län.

## Administrativ historik
När 1862 års kommunalförordningar trädde i kraft den 1 januari 1863 inrättades i Sverige cirka 2 400 landskommuner samt 89 städer och ett mindre antal köpingar. Då inrättades i Skatelövs socken i Allbo härad och Kinnevalds härad i Småland denna kommun.
Den första av 1900-talets riksomfattande Kommunreformer i Sverige år 1952 påverkade inte Skatelöv, som kvarstod som egen kommun fram till nästa indelningsreform 1971, då området gick upp i Alvesta kommun.
Kommunkoden 1952–70 var 0724.

### Kyrklig tillhörighet
I kyrkligt hänseende tillhörde kommunen Skatelövs församling.

## Kommunvapnet
Blasonering: I fält av silver en springande lejonsvansad svart häst, frustande röd eld.
Vapnet, vars motiv är hämtat från en bildsten vid Skatelövs gamla kyrka, fastställdes av Kungl Maj:t år 1964.

## Geografi
Skatelövs landskommun omfattade den 1 januari 1952 en areal av 146,60 km², varav 119,44 km² land.

### Tätorter i kommunen 1960
I Skatelövs landskommun fanns tätorten Grimslövs station, som hade 267 invånare den 1 november 1960. Tätortsgraden i kommunen var då 15,4 procent.

## Politik

### Mandatfördelning i valen 1938–1966
| 8 | 7 | 6 |

| 21 |

| 7 | 6 | 8 |

| 21 |

| 6 | 10 | 2 | 3 |

| 20 |

| 7 | 8 | 2 | 4 |

| 18 | 3 |

| 6 | 7 | 2 | 6 |

| 18 | 3 |

| 5 | 8 | 2 | 6 |

| 17 | 4 |

| 6 | 8 | 2 | 5 |

| 18 | 3 |

| 6 | 8 | 2 | 5 |

| 19 |